# Les Fins
Fins – miejscowość i gmina we Francji, w regionie Burgundia-Franche-Comté, w departamencie Doubs.
Według danych na rok 1990 gminę zamieszkiwało 2441 osób, a gęstość zaludnienia wynosiła 96 osób/km² (wśród 1786 gmin Franche-Comté Fins plasuje się na 63. miejscu pod względem liczby ludności, natomiast pod względem powierzchni na miejscu 57.).